# オクタゴン・ワールドワイド
オクタゴン・ワールドワイド（Octagon Worldwide）は、アメリカ合衆国に本社を置く企業。スポーツ関連のマーケティング業務や、スポーツ選手のマネジメント業務、各種スポーツイベントの運営管理業務を主に手がけている。現在はアメリカの大手広告代理店であるIPG（en:Interpublic Group of Companies）傘下。

## 概要
全世界的にスポーツイベントの運営やスポンサー仲介業務などを手がける企業。同社が運営を手がける主なイベントとして以下のものがある。
- 北京国際マラソン
- 東レ パン・パシフィック・オープン・テニストーナメント
- FIFAビーチサッカーワールドカップ（2009年）

## マネジメント業務
スポーツ選手の代理人業務も手広く行っており、各競技部門のトップはメディアへの露出も多い。日本では吉本興業と業務提携関係にある。
野球部門のエージェントは責任者のアラン・ニーロやジョー・アーボンら。

## 大型契約

### MLB
- 2007年 - カルロス・ギーエン　デトロイト・タイガースと4800万ドルの4年契約
- 2007年 - 福留孝介　シカゴ・カブスと4800万ドルの4年契約
- 2009年 - ジョン・ラッキー　ボストン・レッドソックスと8250万ドルの5年契約
- 2010年 - ビクター・マルティネス　デトロイト・タイガースと5000万ドルの4年契約
- 2013年 - フェリックス・ヘルナンデス　シアトル・マリナーズと1億7500万ドルの7年契約（当時MLB投手史上最高額の契約）
- 2014年 - ビクター・マルティネス　デトロイト・タイガースと6800万ドルの4年契約
- 2014年 - アービン・サンタナ　ミネソタ・ツインズと5400万ドルの4年契約
- 2015年 - ベン・ゾブリスト　シカゴ・カブスと5600万ドルの4年契約

## 主なクライアント

### 野球

#### MLB
- スコット・ベイカー
- 王建民
- ジョン・ラッキー
- フェルナンド・ロドニー
- コルビー・ルイス
- アービン・サンタナ
- ベン・ゾブリスト
- クリス・アイアネッタ
- ジェイソン・ハメル
- アイク・デービス
- ヨバニ・ガヤルド
- ブライアン・ラヘア
- アズドルバル・カブレラ
- フェリックス・ヘルナンデス
- ビクター・マルティネス
- フランクリン・グティエレス
- クリス・ラルー
- ホセ・アルトゥーベ
- ジェラルド・パーラ
- ダニー・サラザー
- ヘクター・ロンドン
- エリック・ソガード
- ホセ・バティスタ
- エンダー・インシアーテ
- クリス・デービス
- ヘスス・グスマン
- マーウィン・ゴンザレス（2017年まで）
- ヤズマニー・トマス
- カルロス・マルティネス
- 姜正浩
- ギジェルモ・エレディア
- 陳偉殷（2013年まで）
- アレックス・レイエス
- マイルズ・マイコラス

#### 海外選手
- 福留孝介
- 和田毅
- 田中賢介
- 牧田和久
- 涌井秀章
- 今永昇太
- ウラディミール・バレンティン
- カルロス・ペゲーロ
- アレックス・カブレラ
- ウィル・レデズマ
- ジョシュ・ホワイトセル
- 胡金龍
- 郭泓志
- 倪福徳
- 林昌勇
- 朴炳鎬

#### 引退選手
- 田口壮
- 高津臣吾
- 城島健司
- 小林雅英
- 福盛和男
- 石井一久
- 建山義紀
- 小林宏之
- 岩村明憲
- 黒田博樹
- 大家友和
- ウェイド・ボッグス
- ホセ・カンセコ
- カルロス・ギーエン
- ライル・オーバーベイ
- チャド・トレーシー
- ラファエル・ソリアーノ
- ラファエル・ベタンコート
- A・J・ピアジンスキー

### NBA
- ルディ・ゲイ
- ステフィン・カリー

### NFL
- エミット・スミス

### 競泳
- マイケル・フェルプス